# 道の駅サンピコごうつ
道の駅サンピコごうつ（みちのえき サンピコごうつ）は、島根県江津市後地町にある国道9号の道の駅である。

## 概要
東にある道の駅ロード銀山と、西側の道の駅ゆうひパーク浜田の中間点に位置している。外観はこの地方名産の石州瓦を葺いた来待（きまち）色の大きな屋根が特徴。
物産販売施設では地元農家の朝採れ野菜、手づくり加工品が並んでおり、この産直市は江津市の「海（彦）・山・川」の幸を集めたところから「三彦市（さんひこいち）」と呼ばれ、駅の名称サンピコの由来となっている。売り場には石見地方の特産品や土産物も置いてある。
加工ブースでは地元産の食材をつかった惣菜や揚げものをその場で調理・販売し、テイクアウトできる。またオリジナルの豚肉「まる姫ポーク」とその加工品も販売されている。
すぐ隣に「ドライブステーション舞乃市」があるが、道の駅の施設ではない。

## 施設
- 駐車場
  - 普通車：50台
  - 大型車：10台
  - 身障者用：2台
- トイレ
  - 男：大4・小7
  - 女：12
  - 身障者用：2（オストメイト対応）
- 公衆電話：1台
- 地域農林水産物・加工品直売所「三彦市」（営業時間 9：00 - 18：30 木曜日定休日）
- テイクアウトブース「洋食 ミラノ亭」「揚げもの茶屋（住京蒲鉾店）」 「Maruhime」（豚肉・惣菜）」(上記営業時間と同じ）
- 休憩コーナー（24時間）
- 情報コーナー（24時間）
- 観光案内
  - 情報画面による情報提供（24時間）
  - 観光案内人による情報提供 (9:00 - 18:30)

### 指定管理者
- 有限会社ふるさと支援センターめぐみ

## 休館日
- 毎週木曜日（トイレおよび情報・休憩コーナーは利用可）

## アクセス
- 国道9号 - 登録路線

## 周辺
- ドライブイン「ドライブステーション舞乃市」（隣接施設）
- 西日本旅客鉄道（JR西日本）山陰本線 黒松駅・浅利駅
- 江津東ウインドファーム風力発電所（江津ウインドパワー株式会社）
- 江津市立江東中学校
- 菰沢公園オートキャンプ場